# Marco Bernardi (regista)
Marco Bernardi (Trento, 8 agosto 1955) è un regista e direttore teatrale italiano.
Ha diretto il Teatro Stabile di Bolzano dal 1980 al 2015.

## Biografia
Nato a Trento l'8 agosto 1955, Marco Bernardi studia all'Università di Bologna con Ezio Raimondi, Luciano Anceschi, Luigi Squarzina.
Debutta in teatro, come aiuto-regista di Maurizio Scaparro, nel 1973. Di Scaparro, all'epoca direttore del Teatro Stabile di Bolzano, rimane collaboratore fino al 1980, prima come aiuto-regista, poi come assistente alla direzione. Nel 1975 è co-fondatore, insieme al Scaparro e Pino Micol, del Teatro Popolare di Roma, dove nel 1976 Murales, con il quartetto di Giorgio Gaslini, è la sua prima regia.
Nel 1978-1979 è assistente alla direzione del settore Teatro della Biennale di Venezia per la rinascita del "Carnevale del Teatro".
Nello stesso periodo, per il biennio 1977-1978, è titolare della pagina di critica teatrale del quotidiano l'Adige di Trento.
Nel 1979, nell'ambito del Festival degli Spettacoli Classici del Teatro Olimpico di Vicenza, cura la regia dell'Andria di Machiavelli, che ha un notevole successo di critica e di pubblico: le repliche proseguono per dieci anni in Italia e all'estero, e dello spettacolo viene realizzata una registrazione trasmessa da RAI 3. Secondo il Dizionario dello spettacolo del '900, nella messa in scena dell'Andria (così come in altre regie successive, per esempio La cortigiana di Pietro Aretino), si riscontra una delle cifre del lavoro di Bernardi, ossia la «grande fedeltà al teatro di parola». A questo Ugo Ronfani, nella sua introduzione a Teatro stabile di Bolzano 1950-2000. Cinquant'anni di cultura e di spettacoli, aggiunge che lo studio e la messa in scena di testi classici avevano messo in grado Bernardi, ancora molto giovane, di «essere moderno e attuale senza inutili trasgressioni o vacue inadempienze».
Nel 1980 Bernardi succede ad Alessandro Fersen alla direzione del Teatro Stabile di Bolzano. Sebbene la sua nomina sembri, inizialmente, dover essere provvisoria, egli rimane in carica fino al 2015, garantendo al Teatro un felice periodo di continuità. La sua lunga gestione coniuga efficacemente un lavoro ben centrato sul territorio, una valida visione artistica e una rigorosa gestione amministrativa. Nel giro di una decina d'anni, il Teatro Stabile di Bolzano vede la propria situazione finanziaria stabilizzarsi e il numero dei suoi abbonati e spettatori occasionali aumentare significativamente; mentre la stabilità della direzione permette di sviluppare un progetto coerente dal punto di vista artistico e di creare un gruppo di attori di qualità professionale la cui crescita va di pari passo con quella del teatro.
Nel 1985 Bernardi cura una serie di seminari sul teatro all'Università della California, Los Angeles e fonda con Maurizio Scaparro e Agostino Lombardo il Center for Advanced Research in the Performing Arts, Los Angeles – Roma.

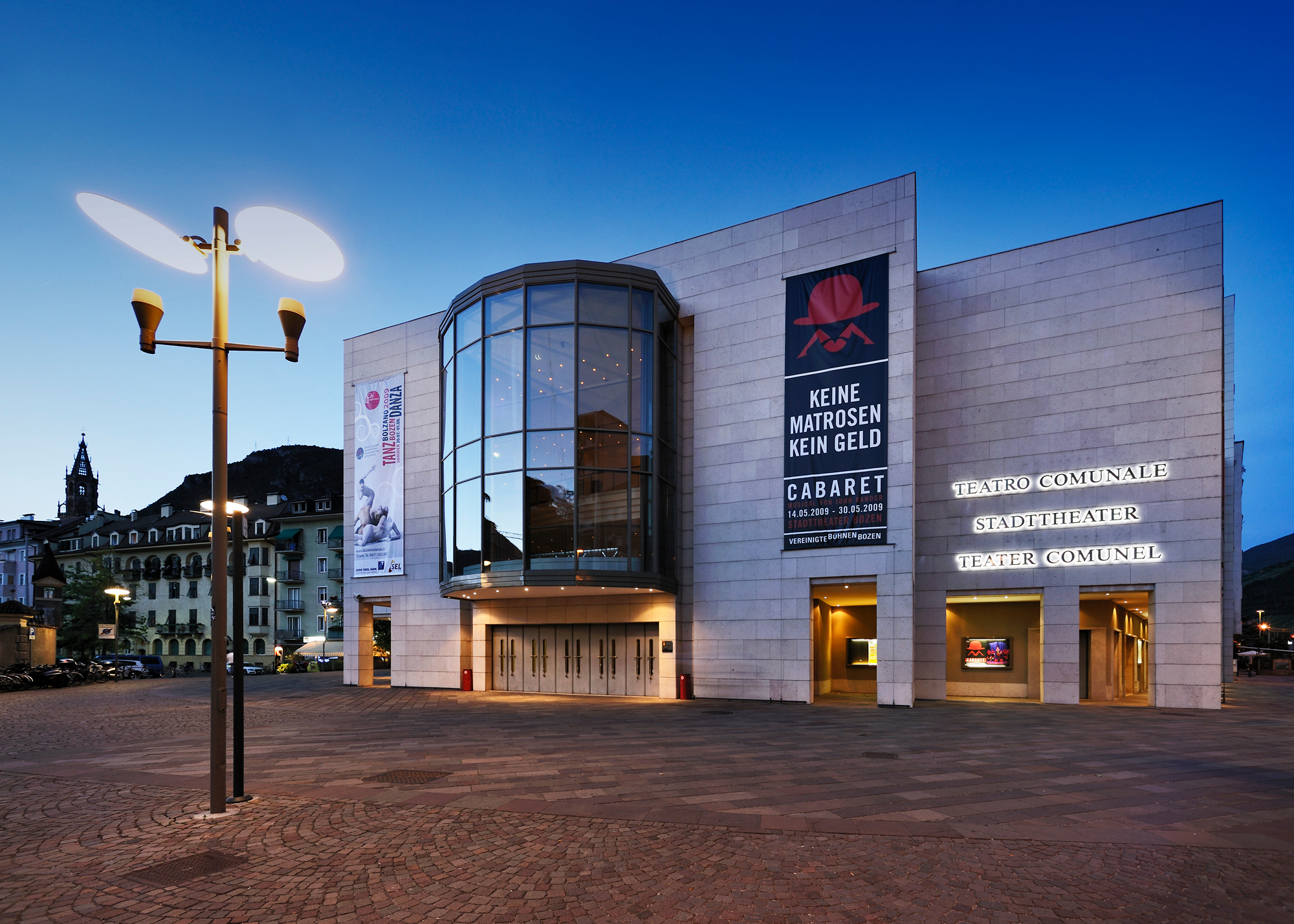
Il Teatro comunale di Bolzano, dal 1999 sede del Teatro Stabile di Bolzano.

Con la sua direzione il Teatro Stabile di Bolzano è stato riconosciuto dal Ministero per i beni e le attività culturali come uno dei più qualificati Teatri di Rilevante Interesse Culturale, in quanto teatro pubblico distintosi per l'accurata rilettura dei classici, per la funzione di ponte tra le culture teatrali italiana e tedesca, per la promozione della drammaturgia contemporanea e di una “drammaturgia del territorio” dedicata alla comunità italiana dell'Alto Adige.
Un'altra caratteristica del teatro di Bernardi è l'interesse per i «rapporti drammaturgici tra il linguaggio teatrale e quello cinematografico», che si esprime sia nell'adozione di particolari soluzioni sceniche e di montaggi rapidi e dinamici, sia nella messa in scena di spettacoli tratti da pellicole, come Coltelli da John Cassavetes, Qualcuno volò sul nido del cuculo da Miloš Forman e Anni di piombo da Margarethe von Trotta.
Tra gli autori di cui Bernardi ha proposto regie, oltre a quelli già ricordati, si possono citare classici come Euripide, Shakespeare, Molière, Marivaux, Goldoni e moderni come Shaw, Pirandello, Bernhard, Fassbinder, Süskind, Woody Allen, protagonisti di uguale rilevanza nel contesto di un teatro attento alla novità come alla tradizione.
Fra i numerosi artisti con cui ha lavorato si possono ricordare: Corrado Pani, Aldo Reggiani, Antonio Salines, Carola Stagnaro, Gianni Galavotti, Alvise Battain, Renzo Palmer, Orlando Mezzabotta, Valeria Ciangottini, Tino Schirinzi, Francesca Benedetti, Libero Sansavini, Paola Mannoni, Giustino Durano, Magda Mercatali, Patrizia Milani, Gianrico Tedeschi, Vittorio Franceschi, Mario Pachi, Carlo Simoni, Loredana Martinez, Paolo Bonacelli, Andrea Castelli, Maria Paiato, Anna Maria Guarnieri, Maurizio Donadoni, Roberto Tesconi, Sara Bertelà, Roberto Zibetti, Galatea Ranzi, Maurizio Ranieri.
Ha scoperto e valorizzato giovani autori come Fausto Paravidino, Stefano Massini, Roberto Cavosi, Angela Demattè; sostenuto registi come Cristina Pezzoli, Carmelo Rifici e Leo Muscato; promosso giovani attori come Filippo Dini, Chiara Caselli, Corrado d'Elia, Maria Teresa Martino, Blas Roca-Rey, Antonia Truppo, Paolo Sassanelli, Giovanna Rossi, Giampiero Rappa, Cinzia Spanò, Alberto Fortuzzi, Chiara Muti, Massimo Nicolini, Gaia Insenga, Marisa Della Pasqua, Maximilian Nisi, Laura Pasetti, Elena Arvigo, Irene Villa. 

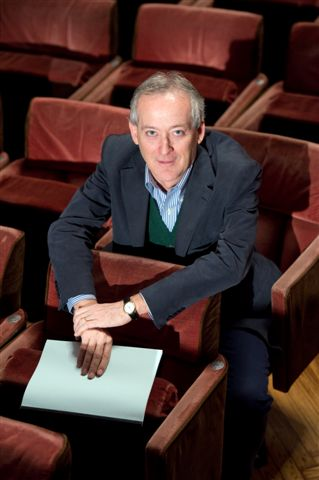
Marco Bernardi fotografato in teatro da Tommaso Le Pera, 2014.

Nel 2006 l'Associazione Nazionale dei Critici di Teatro ha assegnato il Premio della Critica al Teatro Stabile di Bolzano con la seguente motivazione:
Bernardi è dal 1980 al 1993 direttore artistico del Festival “Pergine Spettacolo Aperto” di Pergine Valsugana, che grazie al suo contributo vede il teatro assumere un ruolo importante nella programmazione e quindi realizza pure produzioni sue proprie. Negli anni ottanta è regista stabile allo Schauspiel Frankfurt (Teatro Stabile di Francoforte, Germania) e a Bühnen Graz (Teatro Stabile di Graz, Austria). Nel 1993, in occasione delle celebrazioni per il bicentenario goldoniano, dirige per il Teatro nazionale di Corea (Seul, Corea del Sud) la prima messa in scena in coreano di un testo di Goldoni. 
Dal 2008 al 2013 è vicepresidente della Fondazione Platea (organismo di rappresentanza dei Teatri Stabili, dei Teatri Nazionali e dei Teatri di Rilevante Interesse Culturale) di cui è stato tra i fondatori; dal 2013 al 2015 ne è presidente.
Dal 2015 al 2019 è consulente artistico per il settore teatro del Centro Servizi Culturali S. Chiara di Trento, firmando le stagioni teatrali “Grande Prosa” e “Altre Tendenze” di Trento e Rovereto.
Nel triennio 2018-2020 fa parte della Commissione Teatro del Ministero per i beni e le attività culturali.

## Regie
Marco Bernardi ha diretto 63 spettacoli di prosa e di teatro musicale in Italia e all'estero, di cui segue l'elenco completo.
Murales
di autori vari
con Giorgio Gaslini
Teatro Popolare di Roma
Teatro delle Arti – Roma 1976
Andria
di Niccolò Machiavelli
con Giampiero Fortebraccio e Adriana Innocenti
Teatro Popolare di Roma
Teatro Olimpico – Vicenza 1979
La cortigiana
di Pietro Aretino
con Andrea Giordana e Adriana Innocenti
Teatro Popolare di Roma
Teatro Olimpico – Vicenza 1980
Andria
di Niccolò Machiavelli
con Aldo Reggiani e Adriana Innocenti
3° Rete Rai Tv
Teatro Olimpico – Vicenza 1980
Romeo e Giulietta
di William Shakespeare
con Corrado Pani, Aldo Reggiani, Maria Teresa Martino
Teatro Stabile di Bolzano
Teatro Comunale – Bolzano 1980
Viaggio nella poesia italiana del '900
di autori vari
con Orlando Mezzabotta
Teatro Stabile di Bolzano
Teatro Comunale – Bolzano 1981
Karol
di Sławomir Mrożek
con Piero Nuti e Ferdinando Pannullo
Teatro Popolare di Roma
Teatro all'aperto – Pergine 1981
Pergine Spettacolo Aperto
Coltelli
di John Cassavetes
con Antonio Salines, Carola Stagnaro, Gianni Galavotti, Maria Teresa Martino
Teatro Stabile di Bolzano
Teatro Comunale – Bolzano 1981
Prima Europea
William Shakespeare Hotel
da William Shakespeare
con Orlando Mezzabotta
Teatro Stabile di Bolzano
Teatro Comunale – Bolzano 1981
Pene d'amor perdute
di William Shakespeare
con Antonio Salines, Carola Stagnaro, Gianni Galavotti, Alvise Battain
Teatro Stabile di Bolzano
Teatro Comunale – Bolzano 1982
Sogno di una notte di mezza estate
di William Shakespeare
con Renzo Palmer, Gianni Galavotti, Carola Stagnaro, Enzo Turrin
Teatro Stabile di Bolzano
Teatro Comunale – Bolzano 1983
Minetti
di Thomas Bernhard
con Gianni Galavotti
Teatro Stabile di Bolzano
Teatro Comunale – Bolzano 1984
Prima italiana
L'impresario delle Smirne
di Carlo Goldoni
con Valeria Ciangottini, Gianni Galavotti, Aldo Reggiani
Teatro Stabile di Bolzano
Teatro Comunale – Bolzano 1984
La Venexiana
di anonimo
con Valeria Moriconi
U.C.L.A. in collaborazione con Maurizio Scaparro
Los Angeles – 1985
Minetti
di Thomas Bernhard
con Gianni Galavotti
RAI 3
Teatro Comunale – Bolzano 1985
Qualcuno volò sul nido del cuculo
di Ken Kesey da Miloš Forman
con Tino Schirinzi e Francesca Benedetti
Teatro Stabile di Bolzano
Teatro Comunale – Bolzano 1985
Prima italiana
La cortigiana
di Pietro Aretino
con Francesca Benedetti e Antonio Salines
Teatro Stabile di Bolzano
Teatro Comunale – Bolzano 1986
Andria
di Niccolò Machiavelli
con Adriana Innocenti e Piero Nuti
Teatro Popolare di Roma
Montevideo 1986 (tournée Sud America)
Die Macht der Gewohnheit
di Thomas Bernhard
con Martin Schwab
Schauspiel Frankfurt
Frankfurt 1986
Prima germanica
Il teatrante
di Thomas Bernhard
con Tino Schirinzi
Teatro Stabile di Bolzano
Pergine Spettacolo Aperto – Pergine 1986
Prima italiana
Der Diener zweier Herren
di Carlo Goldoni
con Alberto Fortuzzi, Ernst August Schepmann
Schauspiel Frankfurt
Frankfurt 1986
I due gemelli veneziani
di Carlo Goldoni
con Giustino Durano, Gianni Galavotti, Magda Mercatali, Alberto Fortuzzi
Teatro Stabile di Bolzano
Teatro Comunale – Bolzano 1987
Arlecchino educato dall'amore
di Marivaux
con Gianni Galavotti, Valeria Ciangottini, Alberto Fortuzzi
Teatro Stabile di Bolzano
Villa Letizia – Napoli 1988
Festival Ville Vesuviane
Il barbiere di Siviglia
di Beaumarchais
con Giustino Durano, Gianni Galavotti, Patrizia Milani, Alberto Fortuzzi
Teatro Stabile di Bolzano
Teatro Comunale – Bolzano 1988
Anni di piombo
di Margarethe von Trotta
con Patrizia Milani, Carola Stagnaro
Teatro Stabile di Bolzano
Teatro Zandonai – Rovereto 1989
Prima italiana
La valle incantata
di Robert Musil, dai racconti Grigia e La Portoghese
con Tino Schirinzi, Patrizia Milani
Teatro Stabile di Bolzano/Festival Pergine Spettacolo Aperto,
Castello di Pergine 1989
Prima italiana
La rigenerazione
di Italo Svevo
con Gianrico Tedeschi, Patrizia Milani
Teatro Stabile di Bolzano
Auditorium S. Chiara – Trento 1990
Don Giovanni
di Molière
Schauspielhaus Graz
Graz 1990
La traviata
di Giuseppe Verdi
direttore Mario Venzago
Opernhaus Graz
Graz 1991
I dialoghi
di Ruzante
con Gianrico Tedeschi, Sergio Graziani
Teatro Stabile di Bolzano
Teatro Romano – Verona 1991
Libertà a Brema
di Rainer Werner Fassbinder
con Patrizia Milani, Mario Pachi
Teatro Stabile di Bolzano
Teatro Comunale – Imola 1991
Prima italiana
Il maggiore Barbara
di George Bernard Shaw
con Gianrico Tedeschi, Patrizia Milani, Leda Negroni, Mario Pachi
Teatro Stabile di Bolzano
Teatro Comunale – Bolzano 1992
La locandiera
di Carlo Goldoni
con Patrizia Milani, Carlo Simoni, Alvise Battain
Teatro Stabile di Bolzano
Teatro Comunale – Bolzano 1993
La locandiera
di Carlo Goldoni
Teatro Nazionale di Corea
Seul 1993
Prima coreana
Sissi
novità di Roberto Cavosi
con Laura Pasetti, Maximilian Nisi
Teatro Stabile di Bolzano
Teatro Comunale – Bolzano 1994
Prima italiana
Hedda Gabler
di Henrik Ibsen
con Patrizia Milani e Carlo Simoni
Teatro Stabile di Bolzano
Teatro Comunale – Bolzano 1994
Il contrabbasso
di Patrick Süskind
con Carlo Simoni
Teatro Stabile di Bolzano
Teatro Comunale – Bolzano 1995
Ma non è una cosa seria
di Luigi Pirandello
con Patrizia Milani, Carlo Simoni, Alvise Battain
Teatro Stabile di Bolzano
Teatro Comunale – Bolzano 1995
Medea
di Euripide
con Patrizia Milani, Carlo Simoni, Chiara Muti
Teatro Stabile di Bolzano
Teatro Comunale – Bolzano 1996
Piazza della Vittoria
novità di Roberto Cavosi
con Patrizia Milani, Carlo Simoni
Teatro Stabile di Bolzano
Teatro Comunale – Bolzano 1997
Prima italiana
Sarto per signora
di Georges Feydeau
con Carlo Simoni, Alvise Battain, Mario Pachi
Teatro Stabile di Bolzano
Teatro Comunale – Bolzano 1997
Coppia aperta, quasi spalancata
di Dario Fo e Franca Rame
con Patrizia Milani, Carlo Simoni
Teatro Stabile di Bolzano
Teatro Comunale – Bolzano 1998
L'Arialda
di Giovanni Testori
con Patrizia Milani e Carlo Simoni
Teatro Stabile di Bolzano
Teatro Comunale – Bolzano 1999
Lager. Tracce di memoria dal campo di concentramento di Bolzano
a cura di Andrea Felis
Teatro Stabile di Bolzano
Teatro Comunale – Bolzano 1999
Prima italiana
Le allegre comari di Windsor
di William Shakespeare
con Patrizia Milani, Carlo Simoni, Antonio Salines, Alvise Battain
Teatro Stabile di Bolzano
Nuovo Teatro Comunale – Bolzano 1999
Il giardino dei ciliegi
di Anton Čechov
con Patrizia Milani, Carlo Simoni, Gianfranco Mauri
Teatro Stabile di Bolzano
Nuovo Teatro Comunale – Bolzano 2000
Una giornata particolare
di Ettore Scola, Ruggero Maccari e Gigliola Fantoni
con Patrizia Milani e Carlo Simoni
Teatro Stabile di Bolzano
Nuovo Teatro Comunale – Bolzano 2001
La brigata dei cacciatori
di Thomas Bernhard
con Paolo Bonacelli, Patrizia Milani, Carlo Simoni
Teatro Stabile di Bolzano
Nuovo Teatro Comunale – Bolzano 2002
Prima italiana
La pulce nell'orecchio
di Georges Feydeau
con Paolo Bonacelli, Patrizia Milani, Carlo Simoni, Roberto Tesconi
Teatro Stabile di Bolzano/Teatro di Sardegna
Nuovo Teatro Comunale – Bolzano 2003
I dialoghi
di Ruzante
adattamento in dialetto trentino di Andrea Castelli
Teatro Stabile di Bolzano
Teatro Sociale – Trento 2004
Prima italiana
La vedova scaltra
di Carlo Goldoni
con Patrizia Milani, Carlo Simoni, Alvise Battain
Teatro Stabile di Bolzano
Nuovo Teatro Comunale – Bolzano 2004
Enrico IV
di William Shakespeare
con Paolo Bonacelli, Carlo Simoni, Corrado d'Elia, Maximilian Nisi
Teatro Stabile di Bolzano
Nuovo Teatro Comunale – Bolzano 2005
Danza di morte
di August Strindberg
con Paolo Bonacelli, Patrizia Milani, Carlo Simoni
Nuovo Teatro Comunale – Bolzano 2006
Il teatro comico
di Carlo Goldoni
con Patrizia Milani, Carlo Simoni, Alvise Battain
Teatro Stabile di Bolzano – La Biennale di Venezia
Teatro Piccolo Arsenale – Venezia 2007
Il gabbiano
di Anton Čechov
con Patrizia Milani, Carlo Simoni, Maurizio Donadoni, Gaia Insenga, Massimo Nicolini
Teatro Stabile di Bolzano
Teatro Comunale – Bolzano 2008
La professione della signora Warren
di George Bernard Shaw
con Patrizia Milani, Carlo Simoni
Teatro Stabile di Bolzano
Teatro Comunale – Bolzano 2009
Il malato immaginario
di Molière
con Paolo Bonacelli, Patrizia Milani, Carlo Simoni
Teatro Stabile di Bolzano
Teatro Comunale – Bolzano 2010
Il ritorno
di Carlotta Clerici
con Sara Bertelà, Corrado d'Elia, Roberto Zibetti
Teatro Stabile di Bolzano
Teatro Comunale – Bolzano 2011
Prima italiana
Troiane
di Euripide
con Patrizia Milani, Carlo Simoni, Sara Bertelà, Corrado d'Elia
Teatro Stabile di Bolzano
Teatro Comunale – Bolzano 2012
La brocca rotta
di Heinrich von Kleist
con Paolo Bonacelli, Patrizia Milani, Carlo Simoni
Teatro Stabile di Bolzano
Teatro Comunale –Bolzano 2013
La vita che ti diedi
di Luigi Pirandello
con Patrizia Milani, Carlo Simoni, Irene Villa
Teatro Stabile di Bolzano
Teatro Comunale – Bolzano 2014
La cucina
di Arnold Wesker
con Andrea Castelli, Giovanni Battaglia, Paolo Grossi, Giovanni Vettorazzo
Teatro Stabile di Bolzano
Teatro Cuminetti – Trento 2016
Questa sera si recita a soggetto
di Luigi Pirandello
con Patrizia Milani, Carlo Simoni, Corrado d'Elia, Giampiero Rappa, Irene Villa
Teatro Stabile di Bolzano
Teatro Comunale – Bolzano 2017